# Miltiádis Tedóglou
Miltiádis Tentóglou (en grec moderne : Μιλτιάδης Τεντόγλου, né le 18 mars 1998 à Thessalonique) est un athlète grec, spécialiste du saut en longueur. 
Il possède l'un des plus grands palmarès au saut en longueur en étant double champion olympique de la discipline (en 2021 à Tokyo et 2024 à Paris), champion du monde (en 2023 à Budapest), double champion du monde en salle (en 2022 et 2024), triple champion d'Europe en plein air (en 2018, 2022 et 2024), triple champion d'Europe en salle (en 2019, 2021 et 2023) et vice-champion du monde en plein air (en 2022).

## Biographie
Cinquième des championnats du monde jeunesse 2015, il remporte la médaille d'argent des championnats du monde juniors 2016 derrière le Cubain Maykel Massó. Lors de cette saison 2016, il établit un nouveau record de Grèce junior à Kalamáta avec 8,19 m et s'incline dès les qualifications des Jeux olympiques.
Le 18 juin 2017, lors des championnats de Grèce à Patras, il porte son record personnel à 8,30 m (+ 1,8 m/s). En juillet, il remporte le titre de champion d'Europe junior 2017 à Grosseto, avec un saut de 8,07 m.

### Premier titre européen (2018)
Le 20 juillet 2018, il remporte les Championnats des Balkans de Stara Zagora avec 8,17 m.
Un an après son titre européen de la longueur chez les juniors, Miltiádis Tedóglou s'impose chez les seniors le 8 août 2018 lors des Championnats d'Europe de Berlin avec un saut à 8,25 m.
Le 3 mars 2019, à Glasgow, le Grec remporte la finale des championnats d'Europe en salle de Glasgow avec un saut à 8,38 m, meilleure performance mondiale de l'année et record national en salle. Il devance sur le podium le Suédois Thobias Montler (8,17 m) et le Serbe Strahinja Jovančević (8,03 m).
Le 12 juillet 2019, il remporte le titre aux championnats d'Europe espoirs avec 8,32 m, record personnel en plein air.

### Champion olympique (2021)
Le 26 mai 2021, à Kallithéa, Miltiádis Tedóglou réalise un saut 8,60 m à son deuxième essai, établissant un nouveau record personnel et devenant le troisième meilleur performeur européen de tous les temps, derrière l'Arménien Robert Emmiyan (8,86 m) et son compatriote Loúis Tsátoumas (8,66 m),. 
Le 2 août 2021, il devient champion olympique à Tokyo avec 8,41 m, devançant les Cubains Juan Miguel Echevarría et Maykel Massó. Tedóglou réalise la même marque que Echevarría mais il s'impose au bénéfice de son deuxième meilleur saut (8,15 m contre 8,09 m).

### Titre mondial en salle et deuxième titre européen en plein air (2022)
Le 18 mars 2022, Miltiádis Tedóglou est sacré champion du monde en salle à Belgrade avec un saut à 8,55 m établi à son deuxième essai, améliorant son propre record de Grèce en salle.
Lors des championnats du monde 2022 à Eugene, il s'empare de la médaille d'argent avec un saut à 8,32 m, devancé de quatre centimètres par le Chinois Wang Jianan qui réussit sa meilleure marque à son sixième et dernier essai. Quelques semaines plus tard, il décroche la médaille d'or lors des Championnats d'Europe à Munich avec un saut à 8,52 m. Il remporte la finale de la Ligue de diamant 2022 à Zurich avec la marque de 8,42 m.

### Champion du monde (2023)

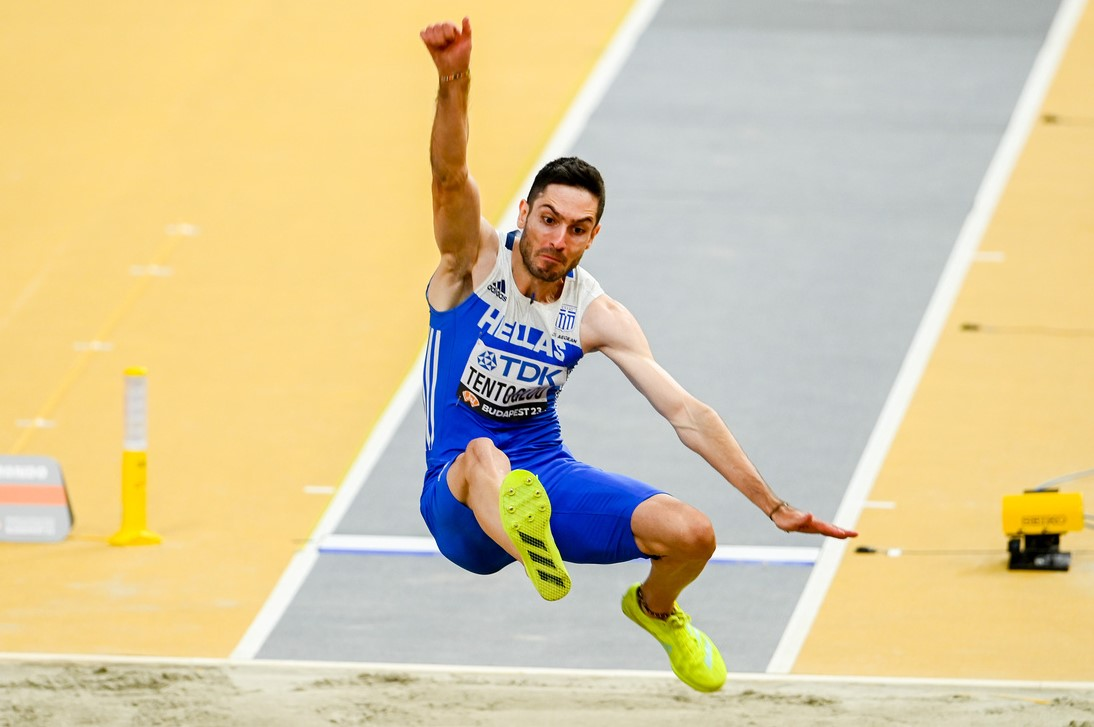
Miltiádis Tedóglou lors des championnats du monde 2023.

À Istanbul le 5 mars 2023, Tedóglou s'adjuge son troisième titre européen consécutif en salle, grâce à un premier essai mesuré à 8,30 m. Il devient ainsi le sauteur en longueur le plus titré dans ces championnats, à égalité avec l'Allemand Hans Baumgartner.
Vainqueur du meeting de Paris (8,13 m), il remporte en juin 2023 les championnats d'Europe par équipes, avec la marque de 8,34 m.
Lors de la finale des championnats du monde 2023, à Budapest, Miltiádis Tedóglou réalise 8,50 m dès son entrée dans le concours, mais il se retrouve ensuite en deuxième position, derrière le Jamaïcain Wayne Pinnock, qui a également réalisé cette même marque, mais qui le devance au titre du deuxième meilleur saut (8,40 m contre 8,39 m). Au sixième et dernier essai, le Grec établit la marque de 8,52 m (sa meilleure performance de la saison) et décroche la médaille d'or, le seul titre majeur qui manquait à son palmarès après ses victoires aux Jeux olympiques, aux championnats du monde en salle, et aux championnats d'Europe en plein air et en salle. Wayne Pinnock (8,50 m) et Tajay Gayle (8,27 m) complètent le podium.

### Deuxième titre mondial en salle, troisième titre continental et deuxième titre olympique (2024)
Aux championnats du monde en salle disputés en mars 2024 à Glasgow, il remporte son deuxième titre consécutif en s'imposant avec la marque de 8,22 m, devançant au titre du deuxième meilleur saut l'Italien Mattia Furlani. Le 8 juin 2024 aux championnats d'Europe de Rome, il s'adjuge son troisième titre continental d'affilée et égale le Soviétique Igor Ter-Ovanessian, titré également à trois reprises dans cette compétition. Tedóglou réalise plusieurs performances remarquables avec 8,42 m au premier essai, 8,49 m au troisième essai, 8,45 m au quatrième essai et 8,65 m au cinquième et sixième essai, réalisant la meilleure performance mondiale de l'année et un nouveau record personnel, à un centimètre seulement du record de Grèce de Loúis Tsátoumas. Il obtient, le 6 août 2024, son deuxième titre olympique à Paris, avec la marque de 8,48 m, devançant le Jamaïcain Wayne Pinnock et l'Italien Mattia Furlani.

## Palmarès

### International
| Date | Compétition                                        | Lieu             | Résultat | Marque |
| ---- | -------------------------------------------------- | ---------------- | -------- | ------ |
| 2015 | Championnats du monde cadets                       | Cali             | 5e       | 7,66 m |
| 2016 | Championnats du monde juniors                      | Bydgoszcz        | 2e       | 7,91 m |
| 2017 | Championnats d'Europe par équipes (Super Ligue)    | Lille            | 5e       | 7,76 m |
| 2017 | Championnats d'Europe juniors                      | Grosseto         | 1er      | 8,07 m |
| 2018 | Championnats du monde en salle                     | Birmingham       | 9e       | 7,82 m |
| 2018 | Championnats des Balkans                           | Stara Zagora     | 1er      | 8,17 m |
| 2018 | Championnats d'Europe                              | Berlin           | 1er      | 8,25 m |
| 2018 | Coupe continentale                                 | Ostrava          | 2e       | 8,00 m |
| 2019 | Championnats d'Europe en salle                     | Glasgow          | 1er      | 8,38 m |
| 2019 | Championnats d'Europe espoirs                      | Gävle            | 1er      | 8,32 m |
| 2019 | Championnats d'Europe par équipes (Super Ligue)    | Bydgoszcz        | 1er      | 8,30 m |
| 2019 | Championnats des Balkans                           | Pravetz          | 2e       | 7,88 m |
| 2019 | Championnats du monde                              | Doha             | 10e      | 7,79 m |
| 2021 | Championnats d'Europe en salle                     | Toruń            | 1er      | 8,35 m |
| 2021 | Championnats d'Europe par équipes (Première Ligue) | Cluj-Napoca      | 1er      | 8,38 m |
| 2021 | Jeux olympiques d'été                              | Tokyo            | 1er      | 8,41 m |
| 2022 | Championnats du monde en salle                     | Belgrade         | 1er      | 8,55 m |
| 2022 | Championnats du monde                              | Eugene           | 2e       | 8,32 m |
| 2022 | Championnats d'Europe                              | Munich           | 1er      | 8,52 m |
| 2022 | Ligue de diamant                                   | Ligue de diamant | 1er      | 8,42 m |
| 2023 | Championnats d'Europe en salle                     | Istanbul         | 1er      | 8,30 m |
| 2023 | Jeux européens                                     | Chorzów          | 1er      | 8,34 m |
| 2023 | Championnats du monde                              | Budapest         | 1er      | 8,52 m |
| 2024 | Championnats du monde en salle                     | Glasgow          | 1er      | 8,22 m |
| 2024 | Championnats d'Europe                              | Rome             | 1er      | 8,65 m |
| 2024 | Jeux olympiques                                    | Paris            | 1er      | 8,48 m |

### National
- Championnats de Grèce d'athlétisme :
  - Saut en longueur : vainqueur en 2017, 2018, 2019, 2021, 2022 et 2023
- Championnats de Grèce d'athlétisme en salle :
  - Saut en longueur : vainqueur en 2019, 2020, 2021, 2022 et 2023

## Records
| Épreuve          | Marque | Lieu | Date        |
| ---------------- | ------ | ---- | ----------- |
| Saut en longueur | 8,65 m | Rome | 8 juin 2024 |